# Cacahuazintle
El cacahuazintle es una variedad de maíz originaria de México, de mazorca grande y grano más blanco, redondo y tierno que el maíz común. Los granos secos se remojan en agua con cal y se muelen para hacer harina para tortillas, tamales, pinole, atole, etc. a través del proceso de nixtamalización.
Al hervir sus granos, se abren por sí solos como una flor, y sueltan espuma. El uso primordial del cacahuazintle en grano es la realización del platillo tradicional mexicano llamado pozole. El nombre náhuatl del pozole, pozolli, significa espumoso, probablemente proveniente de la espuma producida por este tipo de maíz.

## Terminología
Proviene del náhuatl cacahuacintli, de cacahuatl, «cacao» y centli, «maíz», es decir, «maíz que parece cacao», recibe este nombre debido al gran tamaño de sus granos, similar a los granos de cacao.
El Diccionario enciclopédico de la Gastronomía Mexicana de Larousse Cocina recoge las siguientes grafías reconocidas: cacaguacincle, cacahuacentli, cacahuacincle, cacahuacintle, cacahuancencle, cacahuancentle, cacahuancentli, cacahuancintle, cacahuancintli, cacahuatzintle o cacahuazintli.
También se le denomina «maíz pozolero» ya que es el favorito para hacer pozole.

## Características
El cacahuazintle es una variedad de granos grandes y de textura harinosa. Predomina el grano blanco, aunque existen también variantes rosas y azules. Esta variedad se cultiva principalmente en el valle de Toluca, cuyo suelo es de origen volcánico. También se encuentra en el llano de Serdán, Puebla, en Tlaxcala, en Hidalgo y en Ciudad de México, es decir, la zona centro del país.